# اتحادیه جهانی پست
اتحادیه جهانی پست (به انگلیسی: Universal Postal Union یا UPU) نخستین انجمن در جهت همکاری بین کارکنان بخش پست و از مؤسسات تخصصی وابسته به سازمان ملل متحد است. اتحادیه جهانی پست با تصویب معاهده برن در سال ۱۸۷۴ تأسیس شد. اتحادیه جهانی پست از نظر قدمت و سابقه دومین سازمان بین‌المللی جهانی محسوب می‌شود.

در ۱۸۷۸ عنوان اتحادیه عمومی پست‌ها (به انگلیسی: General Postal Union یا GPU) تبدیل به اتحادیه جهانی پست شد. هدف این اتحادیه کمک به سازماندهی و بهبود بخشیدن خدمات پستی در سطح بین‌المللی است. در حال حاضر ۱۹۲ کشور عضو این سازمان هستند. تاکنون سند تأسیس اتحادیه در سال‌های ۱۹۶۹ در کنگره پستی جهانی توکیو، ۱۹۷۴ کنگره پستی جهانی لوزان، ۱۹۸۴ کنگره پستی جهانی هامبورگ، ۱۹۸۹ واشینگتن، ۱۹۹۴ سئول، ۱۹۹۹ پکن و ۲۰۰۴ بخارست به دلیل تطابق با تحولات فنی مورد بازنگری قرار گرفته‌است. مقر اصلی اتحادیه در برن، سوئیس است.

## تاریخچه

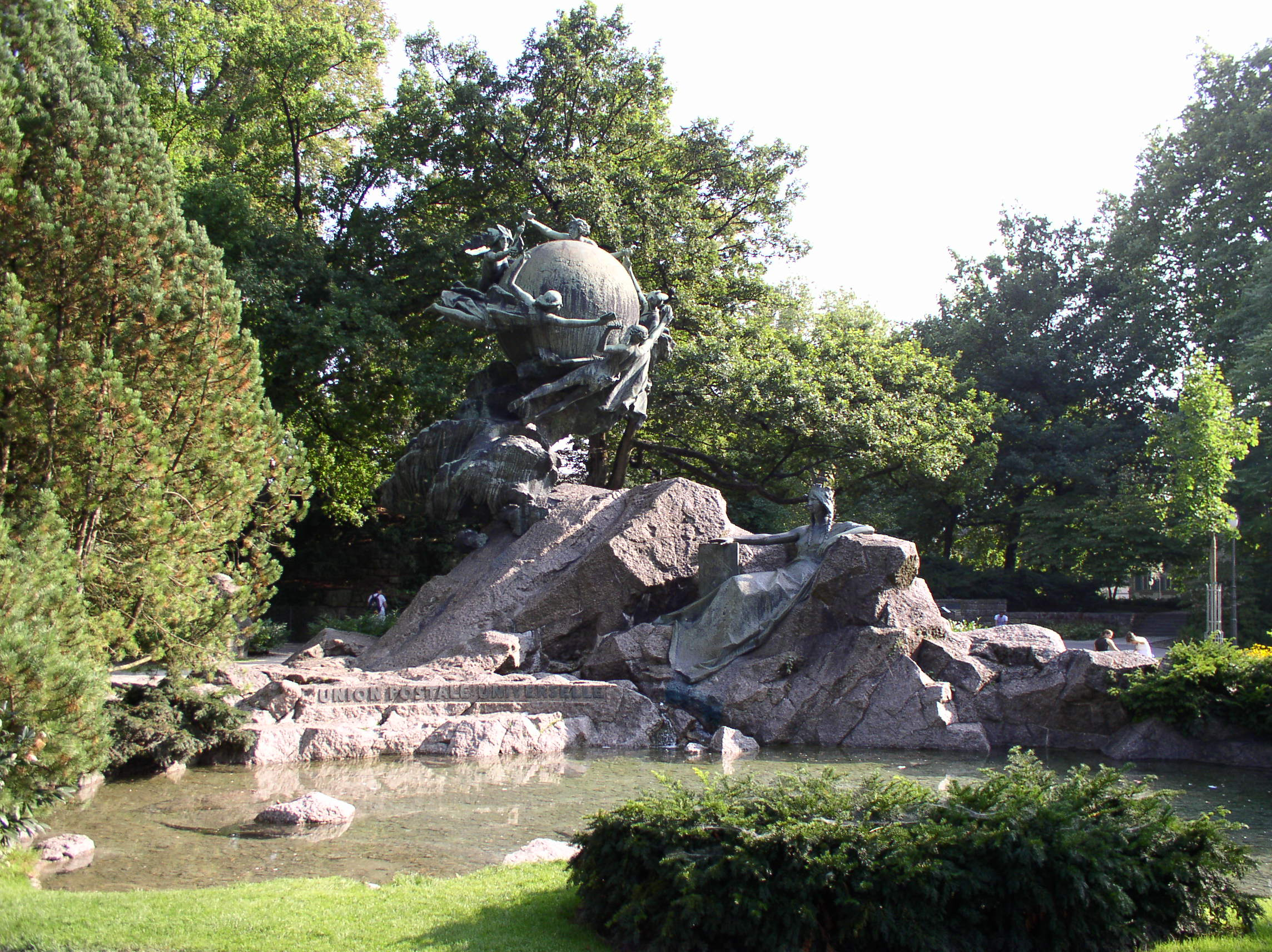
بنا یادبودی از اتحادیهٔ جهانی پست، برن، در نشان اتحادیه پنج قاره از طریق ترانزیت تبادلات بین‌المللی به هم متصل شده‌اند.

در طول قرون ۱۷ و ۱۸ میلادی مبادلات مرسولات پستی از طریق قرادادهای دوجانبه، بین کشورها صورت می‌گرفت. این روند در قرن ۱۹ میلادی به علت روند رو به توسعهٔ تجارت و بازرگانی بین‌المللی چندان کارآمد نبود و نیاز به تأسیس یک سرویس خدمات پستی جهانی به شدت احساس می‌شد. از سوی دیگر اصلاحات ملی و داخلی کشورها بر عملیاتی شدن تأسیس این اتحادیه تأثیر فراوانی گذاشت. در انگلستان رولند هیل توانست سیستمی را در پست راه بیندازد که به وسیلهٔ آن مخارج حمل مرسولات پستی باید از پیش پرداخته می‌شد. در ۱۸۶۳ در ادامهٔ روند اصلاحات مونتگمری بلیر، رئیس ادارهٔ پست ایالات متحده آمریکا کنفرانسی را با دعوت از نمایندگان ۱۵ کشور اروپایی و آمریکایی در پاریس ترتیب داد. کشورهای شرکت‌کننده در این کنفرانس حیطهٔ اختیاراتشان بسیار محدود بود و به دلیل عدم وجود یک سازمان بین‌المللی پستی صرفاً توانستند چند اصول کلی و عمومی، راجع به موافقت‌نامه‌های دوجانبه سرویس‌های پستی وضع کنند. این معاهده خدمات و مقررات پستی متفاوت را یکپارچه کرد تا پست های بین المللی آزادانه مبادله شود. امضاکنندگان پیمان به این شرح است: امپراتوری آلمان ، اتریش-مجارستان ، بلژیک ، دانمارک ، مصر ، اسپانیا ، ایالات متحده ، فرانسه ، بریتانیا ، یونان ، ایتالیا ، لوکزامبورگ ، هلند ، پرتغال ، رومانی ، امپراتوری روسیه ، صربستان ، پادشاهی متحده سوئد و نروژ, سوئیس و امپراتوری عثمانی .
هاینریش ون استفان، مدیرکل پست کنفدراسیون آلمان شرقی توانست طرح اتحادیه جهانی پست را تنظیم کند. بر اساس طرح پیشنهادی او نمایندگان ۲۲ کشور در اولین کنگره پستی جهان که از سوی دولت سوئیس تشکیل شده بود، گرد هم آمدند. در ۹ اکتبر ۱۸۷۴ بر اساس معاهده برن، اتحادیهٔ عمومی پست‌ها تأسیس شد. اعضای این اتحادیه در طول ۳ سال به شدت افزایش یافت و به همین دلیل در ۱۸۷۸ عنوان اتحادیهٔ عمومی پست‌ها به اتحادیهٔ جهانی پست تغییر نام یافت.‏ پس از تأسیس سازمان ملل متحد در ۱۹۸۴ به عنوان یکی از مؤسسات تخصصی وابسته به سازمان ملل مطرح شد. ۹ اکتبر ۱۸۷۸، سالروز تأسیس اتحادیهٔ جهانی پست هر سال گرامی داشته می‌شود. این روز به‌طور رسمی توسط قطعنامه مصوب کنگره توکیو، ۱۹۶۹ به عنوان روز جهانی پست نام‌گذاری شد.

## عضویت

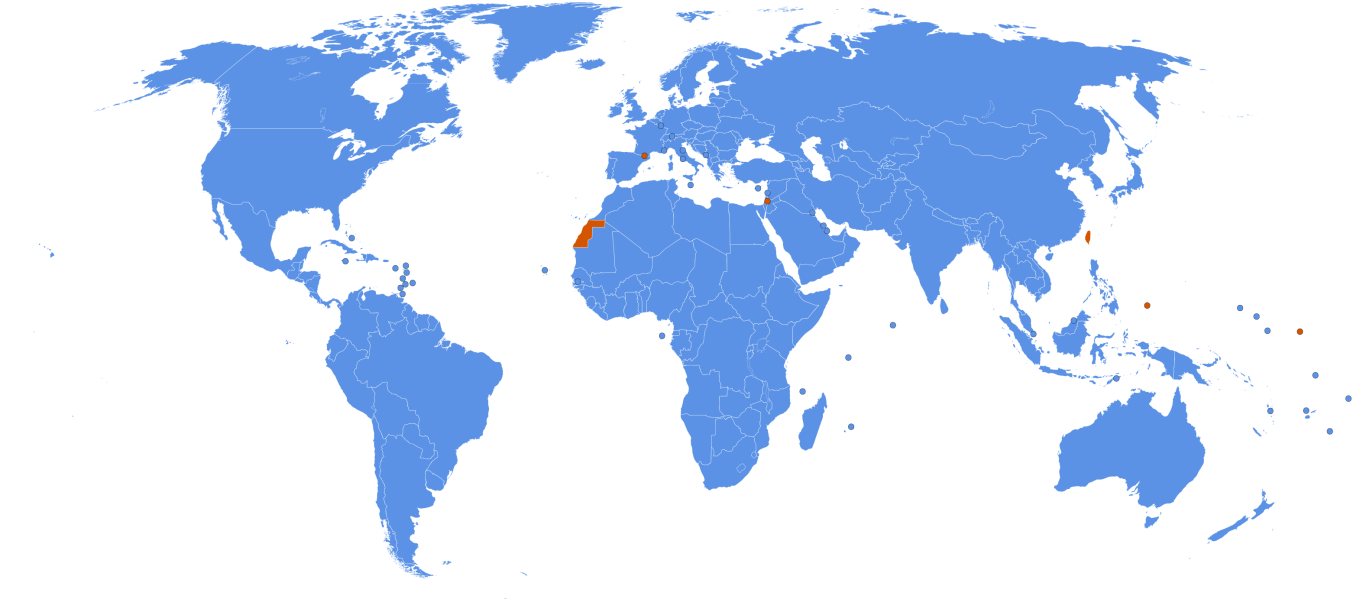
کشورهای عضو به رنگ آبی و کشورهای غیر عضو به رنگ نارنجی نمایش داده شده‌اند.

هر یک از دولت‌های عضو سازمان ملل متحد می‌توانند عضو اتحادیهٔ جهانی پست شوند. هر کشوری که در سازمان ملل متحد عضویت ندارد، می‌تواند درخواست عضویت دهد و در صورتی‌که حداقل ‏ ۳/۴ اعضای اتحادیه موافق باشند، به عضویت پذیرفته می‌شود. هم‌اکنون اتحادیه ۱۹۲ عضو دارد.

## اهداف
- سازمان‌دهی و کامل نمودن خدمات پستی؛
- ارتقا و توسعهٔ همکاری‌های بین‌المللی؛
- ارائهٔ کمک‌های فنی و نظرهای مشورتی به کشورهای نیازمند عضو اتحادیه؛
- ایفا کردن نقش رابط و میانجی‌گر بین اعضا؛
- تنظیم و تصویب قوانین برای تبادلات پستی بین‌المللی؛
- ارائهٔ توصیه‌هایی در جهت برانگیختن سطح رشد در مراسلات و امانات پستی و بهبود کیفیت این خدمات برای مشتریان.[۱]

## ساختار
اتحادیهٔ جهانی پست از ۴ رکن اصلی تشکیل شده‌است:

### کنگره
کنگره رکن اصلی و عالی اتحادیهٔ جهانی پست است. هر ۴ سال یک‌بار، تمامی دولت‌های عضو اتحادیه در کنگره جمع می‌شوند تا در خصوص برنامه‌های آینده اتحادیهٔ جهانی پست و تجدیدنظر در اسناد آن، که شامل سند مؤسس، کنوانسیون‌ها و قرادادهای مراسلات پستی است، تصمیمات جدیدی اخذ نمایند.

### شورای اجرایی
شورای اجرایی (CA) مرکب از ۴۰ کشور عضو است و سالی یک‌بار در مقر اتحادیه، برن تشکیل جلسه می‌دهد. شورای اجرایی در فواصل تشکیل کنگره‌ها مسئولیت نظارت بر اجرای قوانین اتحادیه و مصوبات کنگره و استمرار کارها را برعهده دارد. هم‌چنین شورای اجرایی مسئول ارتقا و تعدیل تمامی جنبه‌های کمک‌های فنیِ پستی، ما بین تمامی دولت‌های عضو اتحادیه‌است.

### شورای بهره‌برداری پستی
شورای بهره‌برداری پستی (POC) از ۴۰ دولت عضو تشکیل شده‌است و سالی یک‌بار در برن تشکیل جلسه می‌دهد. شورای بهره‌برداری پستی، رکن فنی و عملیاتی اتحادیه‌است. این شورا هم‌چنین مسائل فنی، اقتصادی و تجاری مربوط به امور پستی را بررسی می‌کند.

### دفتر بین‌المللی
دفتر بین‌المللی (IB) اتحادیه در برن، سوئیس واقع است. نزدیک به ۲۵۰ کارمند از بیش ۵۰ کشور در دفتر بین‌المللی اتحادیه کار می‌کنند. دفتر بین‌المللی به عنوان یک نهاد ارتباطی، اطلاعاتی، مشورتی و ارتقادهندهٔ همکاری‌های فنی بین ادارات پستی در اتحادیه عمل می‌کند. این رکن نقش دبیرخانهٔ اتحادیه را هم بر عهده دارد. اتحادیه جهانی پست علاوه بر این دفتر بین‌المللی، دفترهای مرکزی دیگری هم در نقاط مختلف جهان تأسیس کرده‌است تا بتواند هماهنگی‌های بین‌المللی بیش‌تری را در زمینهٔ خدمات پستی جهانی ارائه نماید.

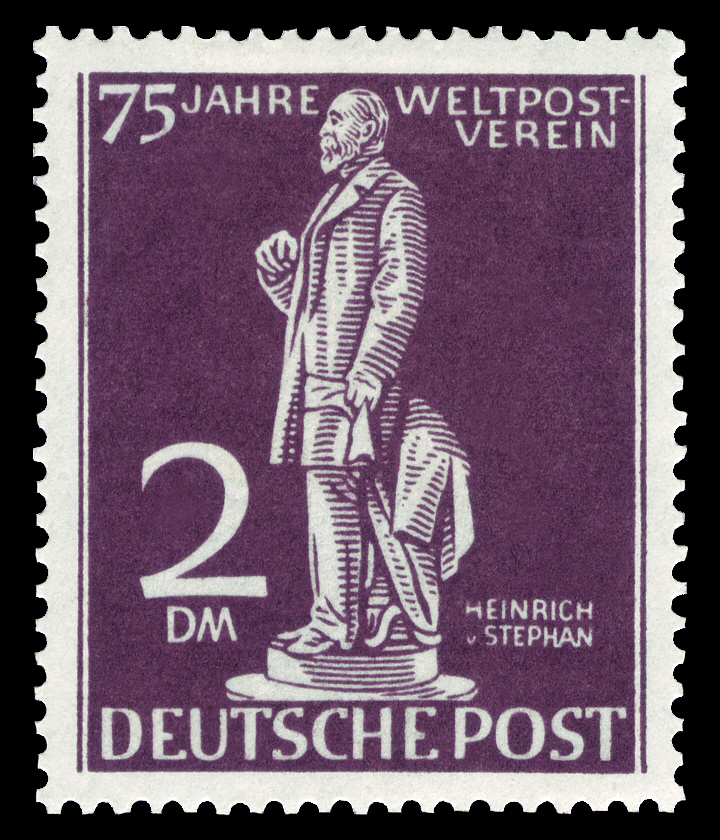
یادبود هاینریش ون استفان در یک تمبر پستی به مناسبت ۷۵ سالگی تأسیس اتحادیه جهانی پست.

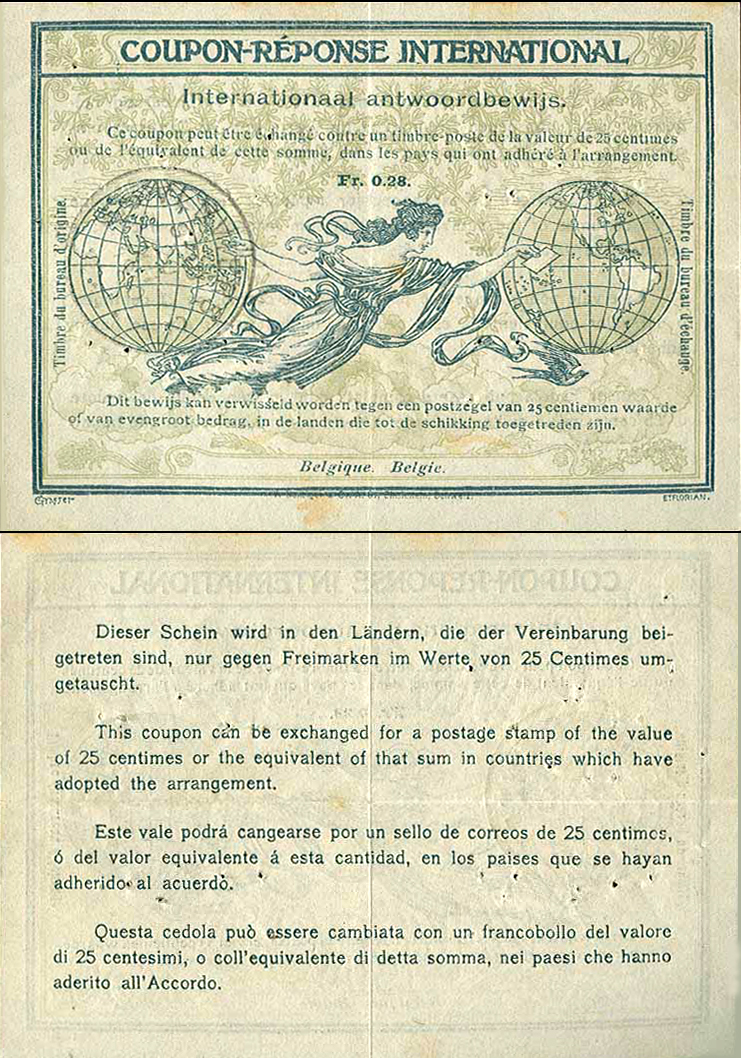
کوپن بین‌المللی پاسخ نامه، صادر شده از سوی شرکت پست کشور بلژیک

]]

## زبان‌ها
زبان رسمی اتحادیه جهانی پست، زبان فرانسه است. زبان انگلیسی به عنوان زبان کاری اتحادیه در سال ۱۹۹۴ پذیرفته شد. اکثر اسناد و موارد انتشاراتی اتحادیه، نظیر محصولات پستی بین‌المللی به زبان‌های رسمی سازمان ملل متحد، چینی، انگلیسی، عربی، فرانسوی، اسپانیایی و پرتغالی هم ارائه می‌شود.

## بودجه
از ۱۹۹۲ تاکنون اتحادیه جهانی پست رویهٔ رشد صفر درصدی را اتخاذ کرده‌است. اتحادیه بودجه سالانهٔ خود را در سطح یا زیر سطح تورم نگاه داشته‌است. این سازمان با بودجه‌ای در حدود ۳۷ میلیون فرانک سوئیس (حدود ‎ ۳۰/۴ میلیون دلار)، کم‌ترین میزان بودجه را در بین مؤسسات تخصصی وابسته به ملل متحد دارا است.